# Верцингеторикс

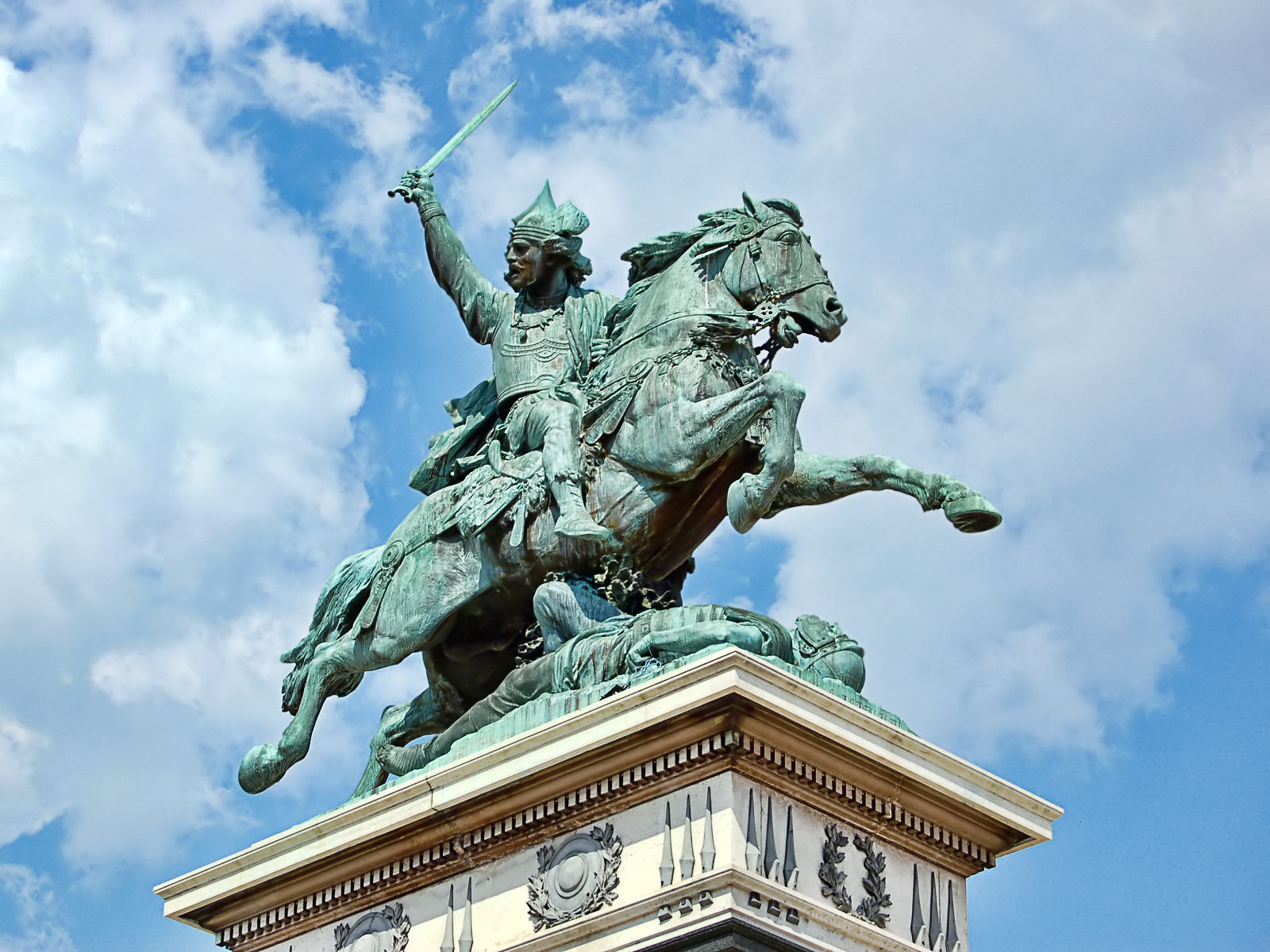
Статуя Верцингеторикса в Клермон-Ферані роботи Фредеріка Бартольді

Верцингеторикс здається Цезарю. Картина Ліонеля Роєра. 1899

Верцингеторикс (лат. Vercingetorix; 82 до н. е., Герговія — 46 до н. е., Рим) — вождь кельтського племені арвернів в Галлії. Вшановувався у Франції як національний герой.

## Життєпис
Син вождя арвернів Кельтілли, страченого за звинуваченням в бажанні правити всією Галлією. Його ім'я на галльській означає «повелитель над» (ver-rix) «воїнами» (cingetos). За деякими припущеннями, навчався в Британії у друїдів. Також за свідченням Діона Касія, був другом Гая Юлія Цезаря.
Верцингекторикс став на чолі великого галльського повстання 52 до н. е. під час Галльської війни. На противагу Цезарю, який намагався встановити панування Риму в Галлії та зробити її своєю провінцією за допомогою випробуваної політики «розділяй і пануй», Верцингеторикс зумів об'єднати та зорганізувати галльські племена і застосував тактику нападу на римські війська з наступним відходом у природні укріплення. Крім того, повстання стало одним з перших зареєстрованих прикладів використання стратегії «спаленої землі», коли повсталі спалювали міські поселення, щоб позбавити римські легіони провіанту. Верцингеторикс намагався відрізати Цезаря від його північних військ і це йому частково вдалося. Він розумів, що з Цезарем неможливо було зустрітися у відкритому бою і вирішив сконцентрувати свої сили в декількох укріплених місцях. Першим кроком Цезаря була  облога й узяття Аварікума і жорстока розправа з жителями(вбито близько 40 тисяч повсталих, у тому числі жінки і діти). Після невдачі Цезаря під Герговією атакував його по дорозі на південь, але відбитий германською кіннотою Цезаря змушений був відступити і сховатися в укріпленому таборі в Алезії, гарнізон якого перевищував 80 тисяч чоловік. Але Цезар оточив місто внутрішньою та зовнішньою лінією укріплень, таким чином не даючи змоги напасти обложеним та відгородивши шлях можливій їх підмозі.
Після тривалої голодної облоги повсталі були перебиті. Взятий у полон Верцингеторикс був серед інших трофеїв доставлений до Риму, де провів п'ять років в ув'язненні, а після участі в тріумфальній процесії у 46 до н. е. був задушений (за іншими джерелами, обезголовлений).